# Жнибороди

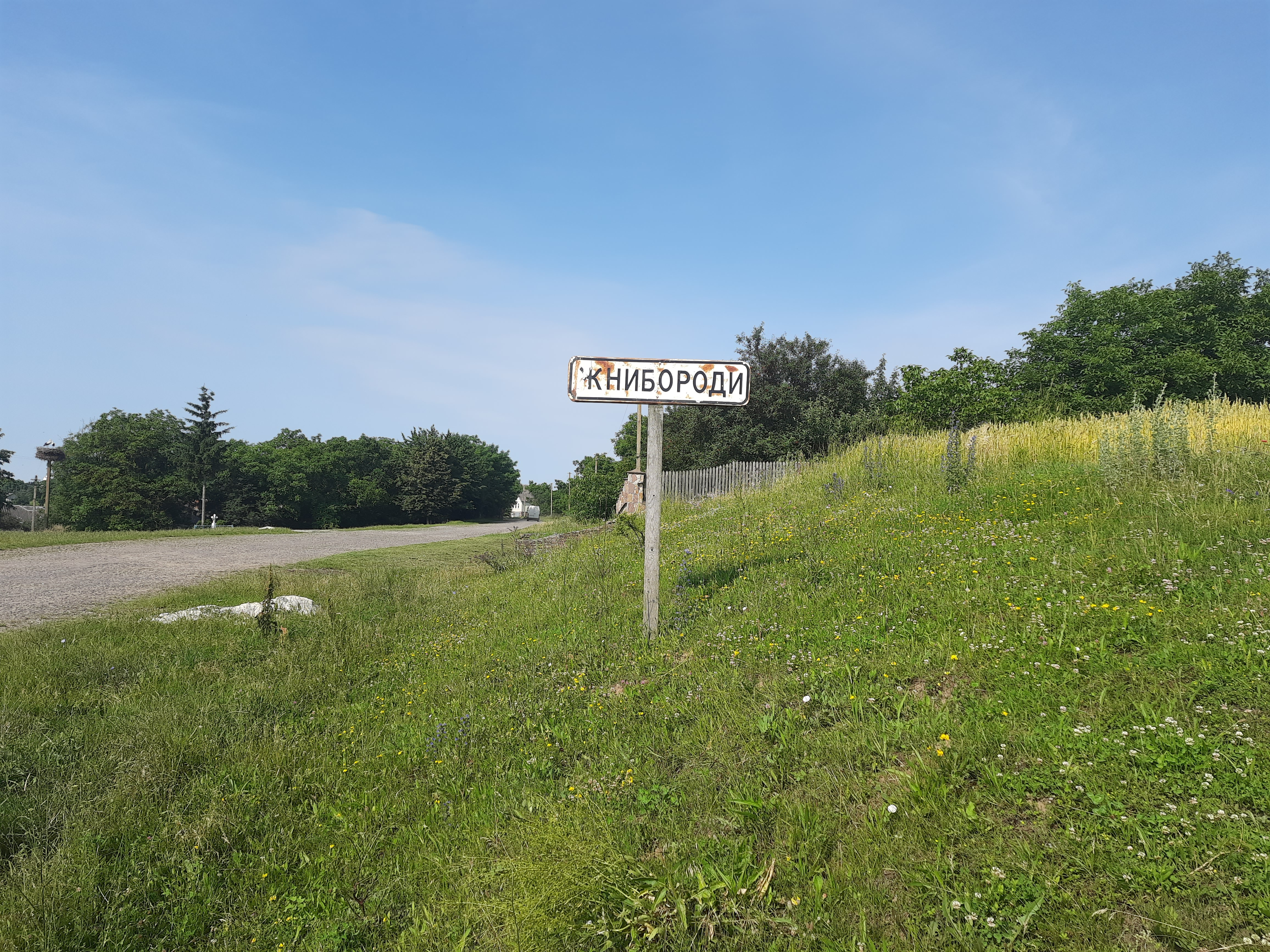
Дорожній знак при в'їзді в село

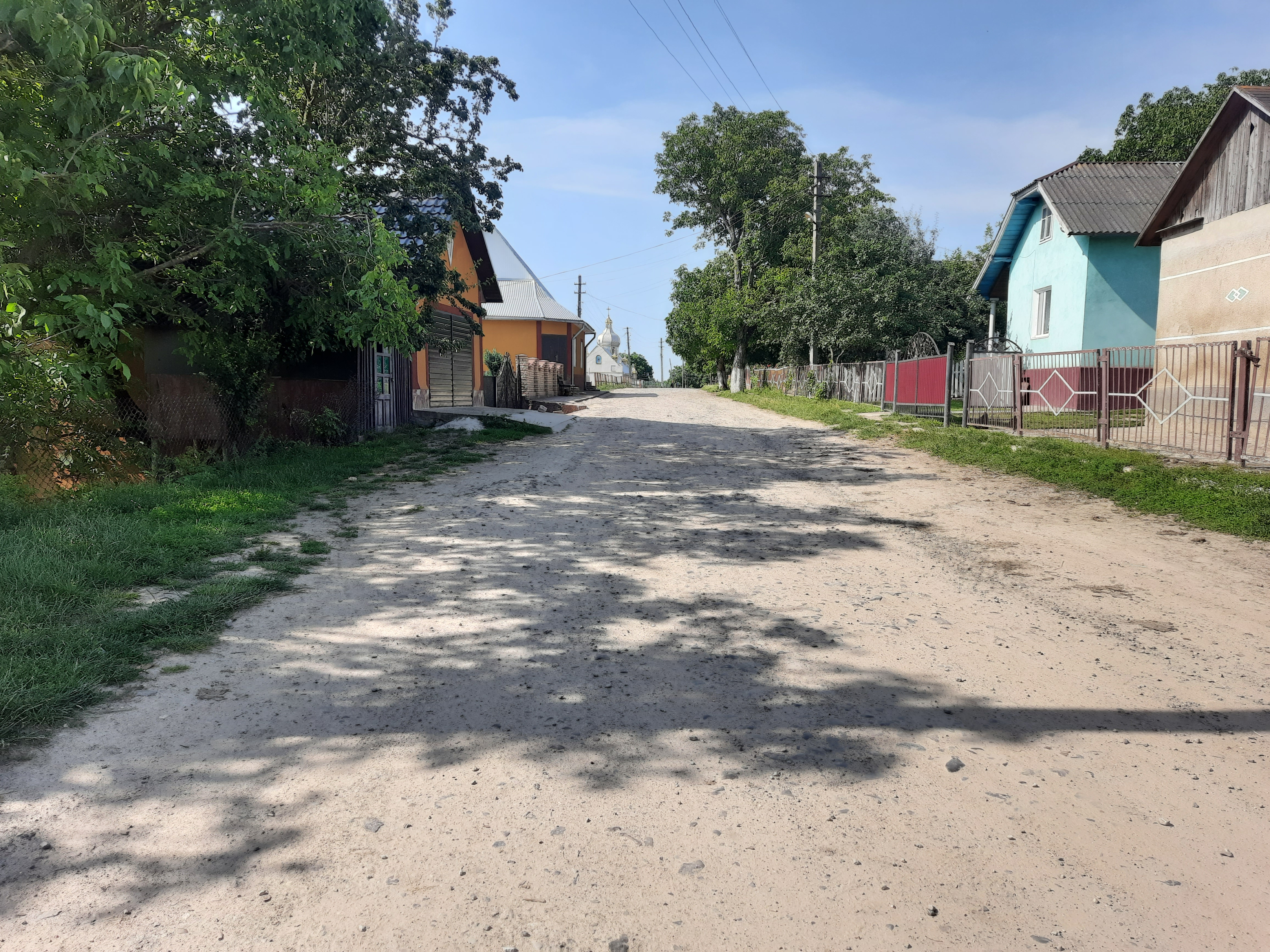
Центральна вулиця

Жни́бороди — село в Україні, у Бучацькій міській громаді Чортківського району Тернопільської області. Розташоване неподалік гирла Стрипи. Адміністративний центр колишньої сільської ради. До села приєднано хутір Млинки (нині не заселений).

## Географія
Село складається з чотирьох частин, що розділені на вулиці: Ковалівка, Польова, Ринок і Соловійка. На околицях розташовані урочища: Чигор (зараз громадське пасовище), Рівне (поле), Скоморохи (городи), Могилки, або Вірлиська (найдревніше місце села, у якому є залишки давніх курганних могильників і де, напевно, у давнину було поселення), Долина (х. Млинки, нині не заселений), Провал (улоговина з перепадом висот до 150 м, по якій тече річечка Провал, інша назва Рудка).

### Природа
Частина території Жнибород входить у регіональний ландшафтний парк «Дністровський каньйон». Жнибороди мають перспективу в розвитку зеленого туризму і туристсько-екскурсійного відпочинку.

## Історія

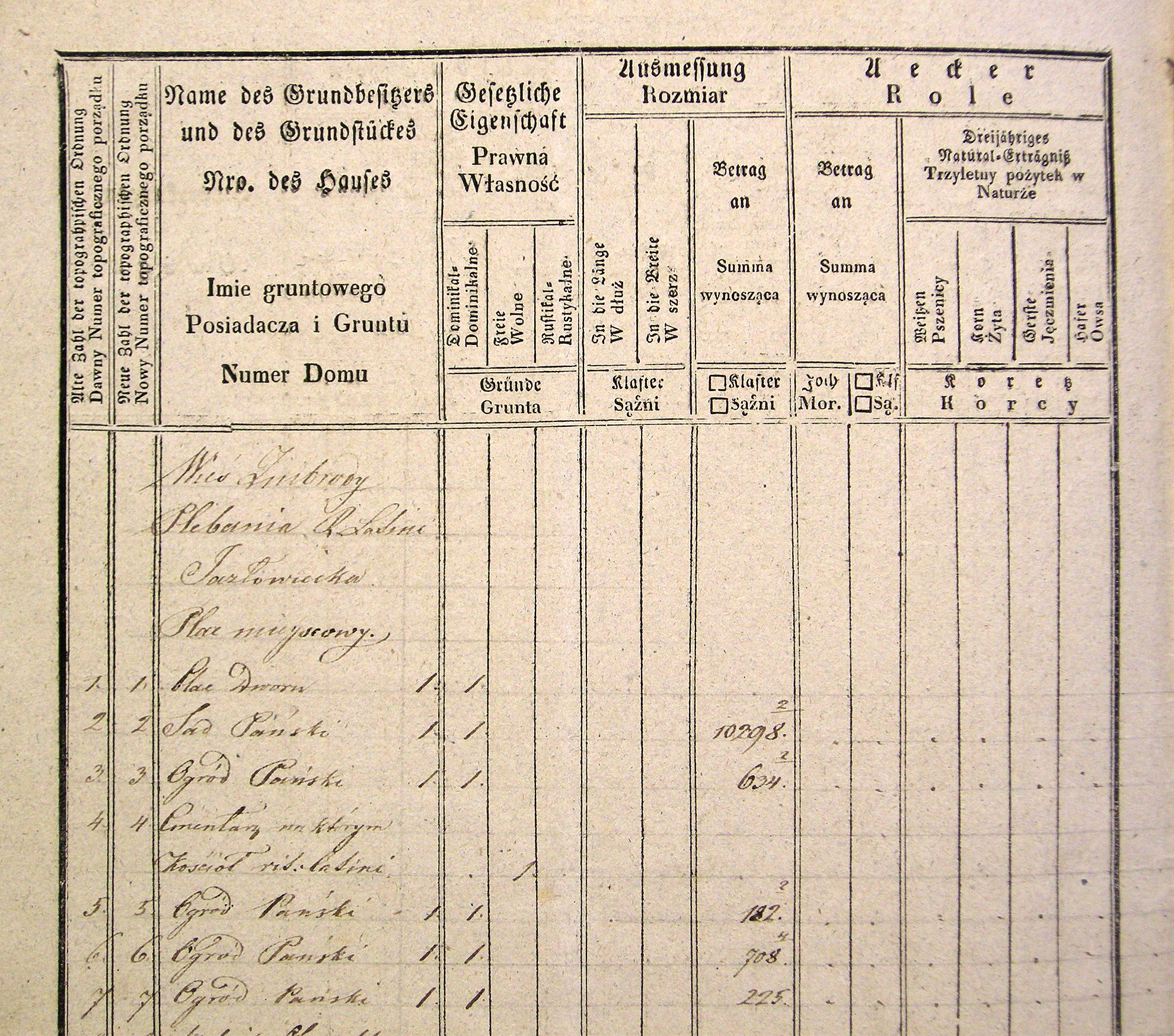
Фрагмент Францисканської метрики с. Жнибороди

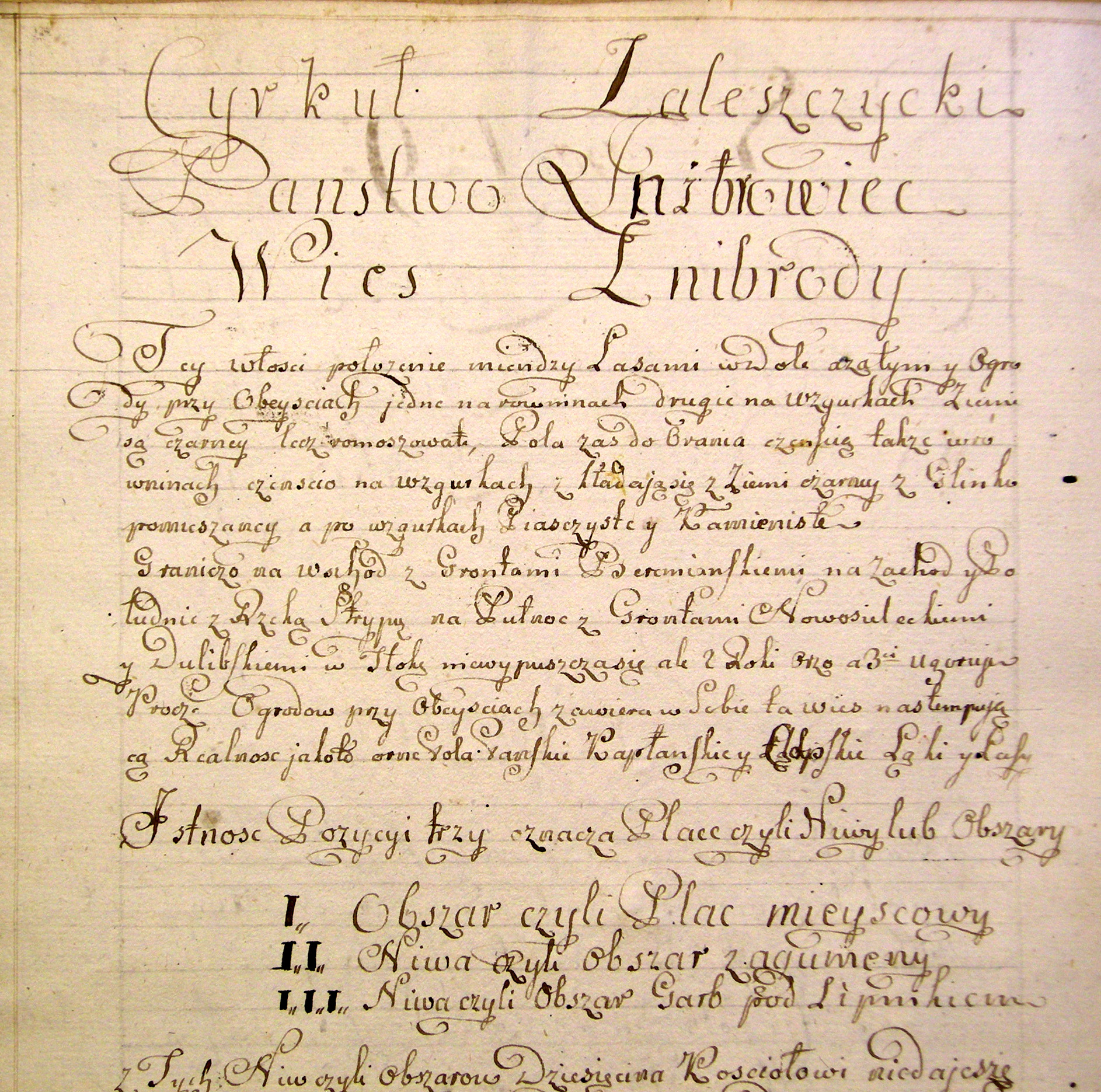
Фрагмент Йосифінської метрики с. Жнибороди

Поселення часів Київської Русі в урочищі «Вірлиська» на південно-західній околиці села. Курганні могильники, яких налічується більше 80, досліджував у 1878 році археолог, етнограф, історик Адам-Гонорій Кіркор, а в 1975 археолог Ігор Герета
За легендою, у князівській залозі, яка тут стояла, служили тільки молоді, безбороді чоловіки. За іншою — в селі чоловіки гордилися своїми бородами. Якось вороги несподівано захопили село і зажадали викуп. У разі відмови — погрожували обрізати бороди. Цієї наруги жителі не могли стерпіти і голими руками перебили ворогів. Назва від слів «жати бороди» стверджує обидві версії.
Поблизу Жнибород виявлено археологічні пам'ятки пізнього палеоліту, культур Ноа та давньоруської.
Перша писемна згадка — близько 3 лютого 1436 року як Незбороди: в лютому шляхтич Теодорик з Бучача гербу Абданк за присутності кількох високопоставлених церковних сановників та феодалів, зокрема, кам'янецького латинського єпископа Павела з Боянчиць, Миколая з Познані зробив пожертвування — «фундуш» — для костелу Марії Магдалени в Язловці.
|  | «Найперше туди записав село Незброди з землі подільської, що належало до Червоногродського повіту Подільського воєводства, з усіма маєтками, землею, луками, лісами, пасіками, мисливськими угіддями, садами, ставками та іншими водоймами, млином і його пожитками». |

Усе село разом з людьми було передане у власність язловецькому костелу Марії Магдалени. Підтвердження тому є документ, датований 1467 роком, у якому село Незброди є власністю костелу в Язловці.

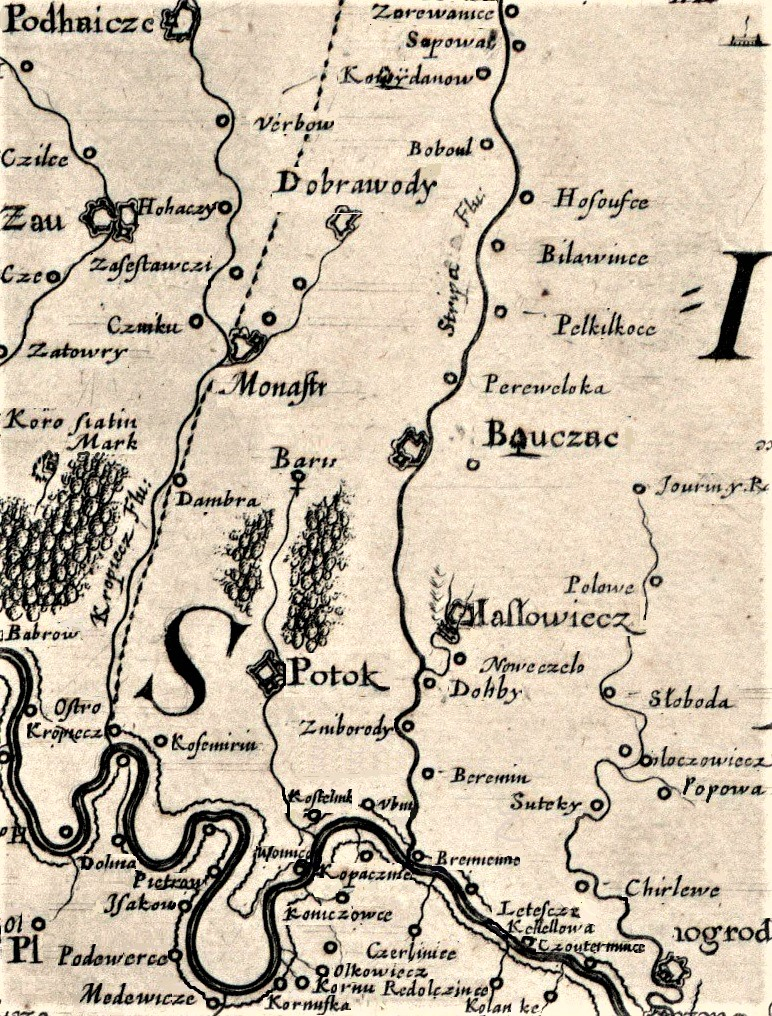
Фрагмент Спеціальної мапи України Боплана, 1650

На карті Боплана (середина XVII ст.) село вже вказане як Zniborody. В пізніших польських документах, зокрема 1769, воно вже теж згадується як Жнибороди (Żnibrody (пол.)).
Миколай Язловецький у 1595 році подарував село разом з правом патронату над парафією в Язловці домініканцям з костелу Внебовзяття Пресвятої Діви Марії в Язловці.
26—27 жовтня 1684 року під Незбродами відбулось засідання Ради сенату Речі Посполитої.
Після утворення Заліщицького округу (циркулу, крайсу) село входило до його складу. У 1841 р. з приблизно 470 мешканців 155 становили українці, решту поляки й незначна кількість жидів (євреїв). У 1921 р. — у селі 150 дворів, мешкало 177 родин, 843 мешканці (401 чоловічої та 442 жіночої статі), з яких 801 особа поляки. У 1931 р. — 932 мешканці: 895 поляків, 23 євреї, 14 українців. До Другої світової війни в селі діяла школа з польською мовою навчання.
7 липня 1941 — 25 липня 1944 — під нацистською окупацією. У 1944—1946 рр. внаслідок переселення поляки виїхали на свою батьківщину. В селі з попередніх мешканців залишилось тільки кілька сімей корінних мешканців. На місце поляків приїхали переселенці з Польщі із сіл Посада Риботицька, Бушковичі, Ганчова, Радава, П'яткова, Одрехова, Лімна, Янківці, Острів та Болестрашичі.
З кінця 1940-х до 1959 року діяла Жниборідська сільська рада. Згодом село було приєднане до Берем'янської, пізніше — до Дулібівської сільських рад. У 1970-1980-х споруджено приміщення школи і дошкільного закладу. У 1992 р. було відновлено Жниборідську сільраду.
У 1948 році організовано колгосп ім. Шверника, перейменований пізніше в ім. Кірова. Наприкінці 1950-х господарство приєднане до колгоспу імені Б. Хмельницького (пізніша назва «Радянська дружба») с. Берем'яни, потім до колгоспу «Дружба» с. Дуліби. 1990 року жниборідці від'єдналися від нього і утворили колгосп ім. Лесі Українки, пізніше переоформлений у селянську спілку «Жнибороди», ПАП «Посада Жниборідська». Нині земельні паї селяни здають в оренду кільком приватним господарникам.
12 червня 2020 року, відповідно до розпорядження Кабінету Міністрів України № 724-р «Про визначення адміністративних центрів та затвердження територій територіальних громад Тернопільської області» увійшло до складу Бучацької міської громади.
19 липня 2020 року, в результаті адміністративно-територіальної реформи та ліквідації Бучацького району, увійшло до складу новоутвореного Чортківського району.
З 11 грудня 2020 р. належить до Бучацької міської громади.

Вигляд на село. Урочище «Провал»
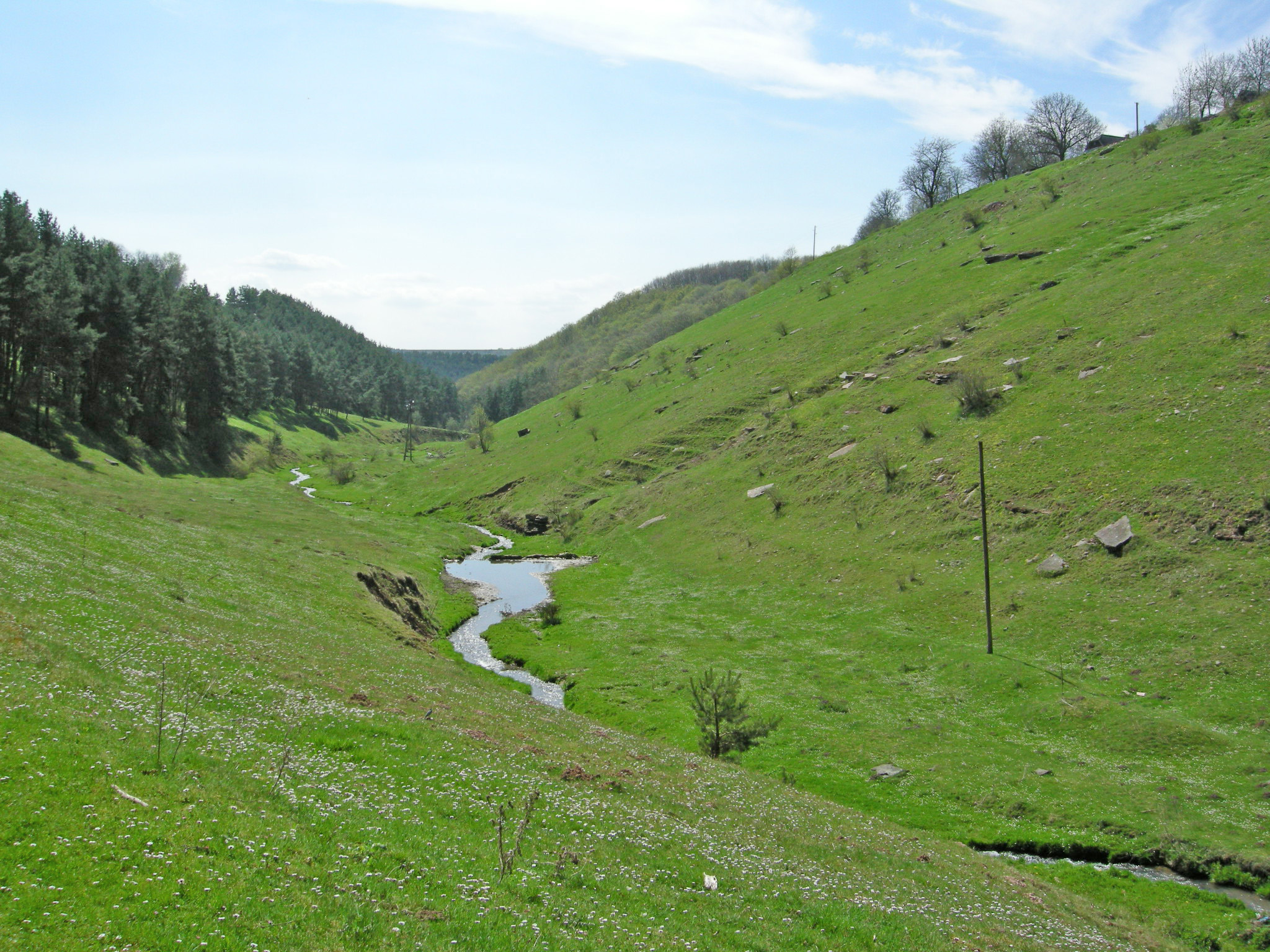
Урочище «Провал»

### Хронологія історичних подій

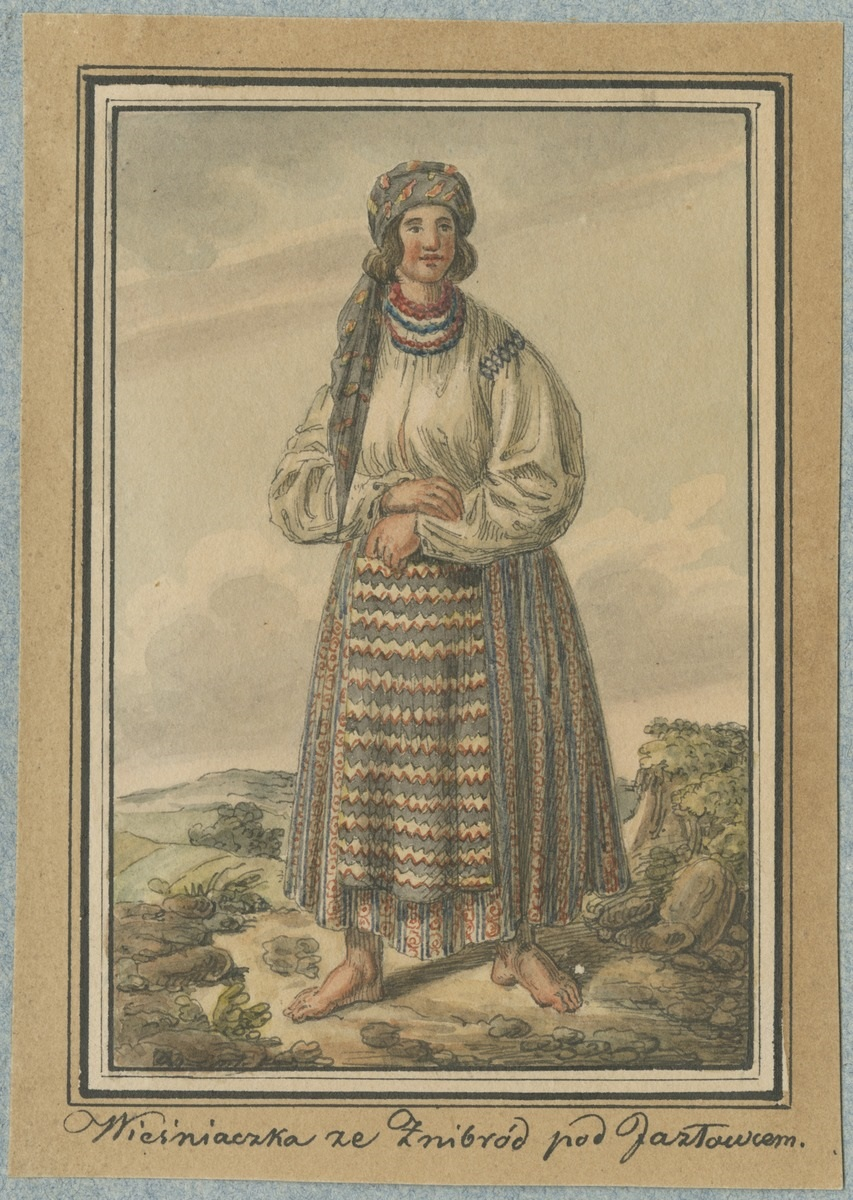
Селянка зі Жнибородів (авторство і рік невідомі, ймовірно кінець XIX — поч. XX століття)

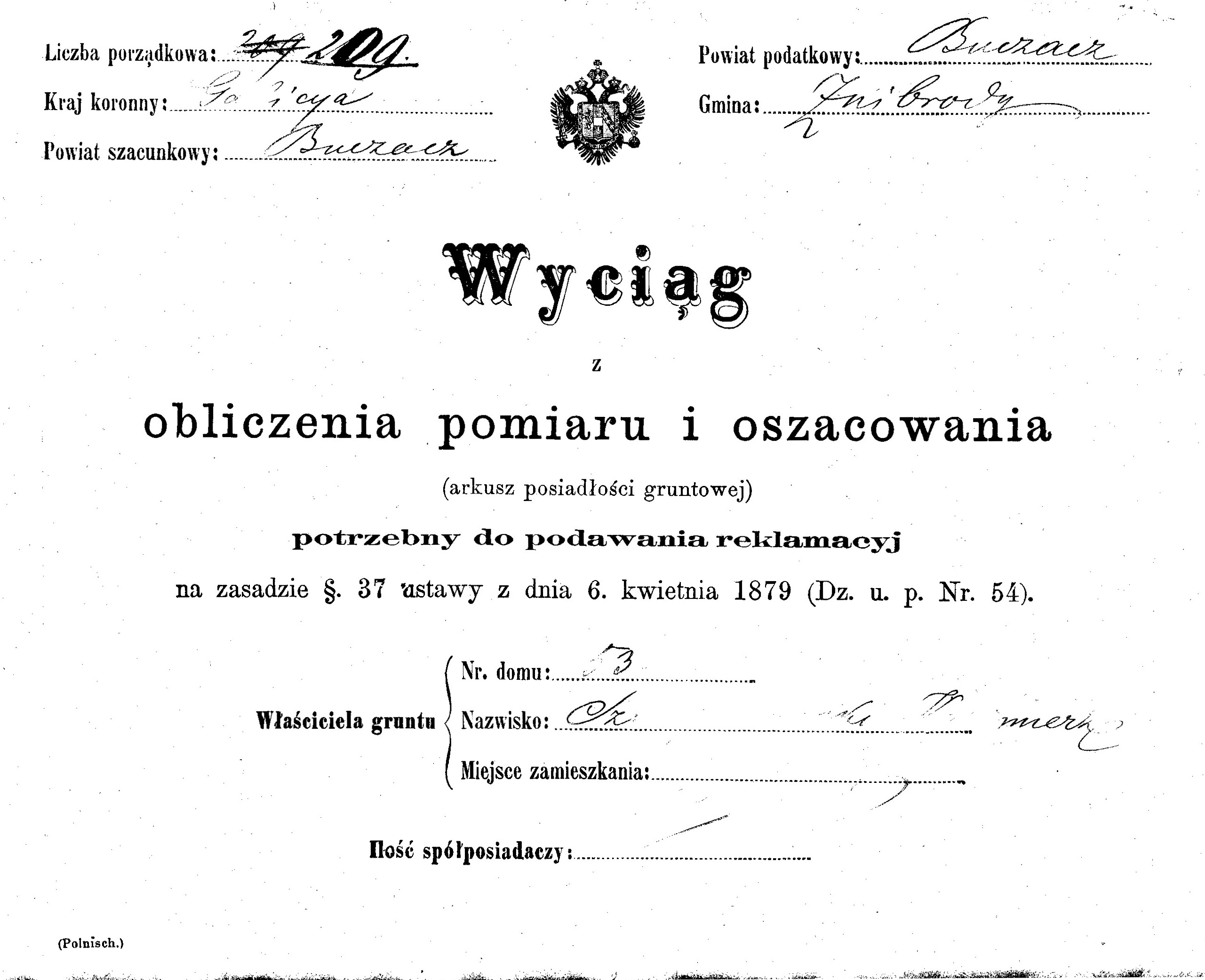
Витяг розрахунків вимірювання та оцінки поля окремого господаря в Жнибородах (1879 р.)

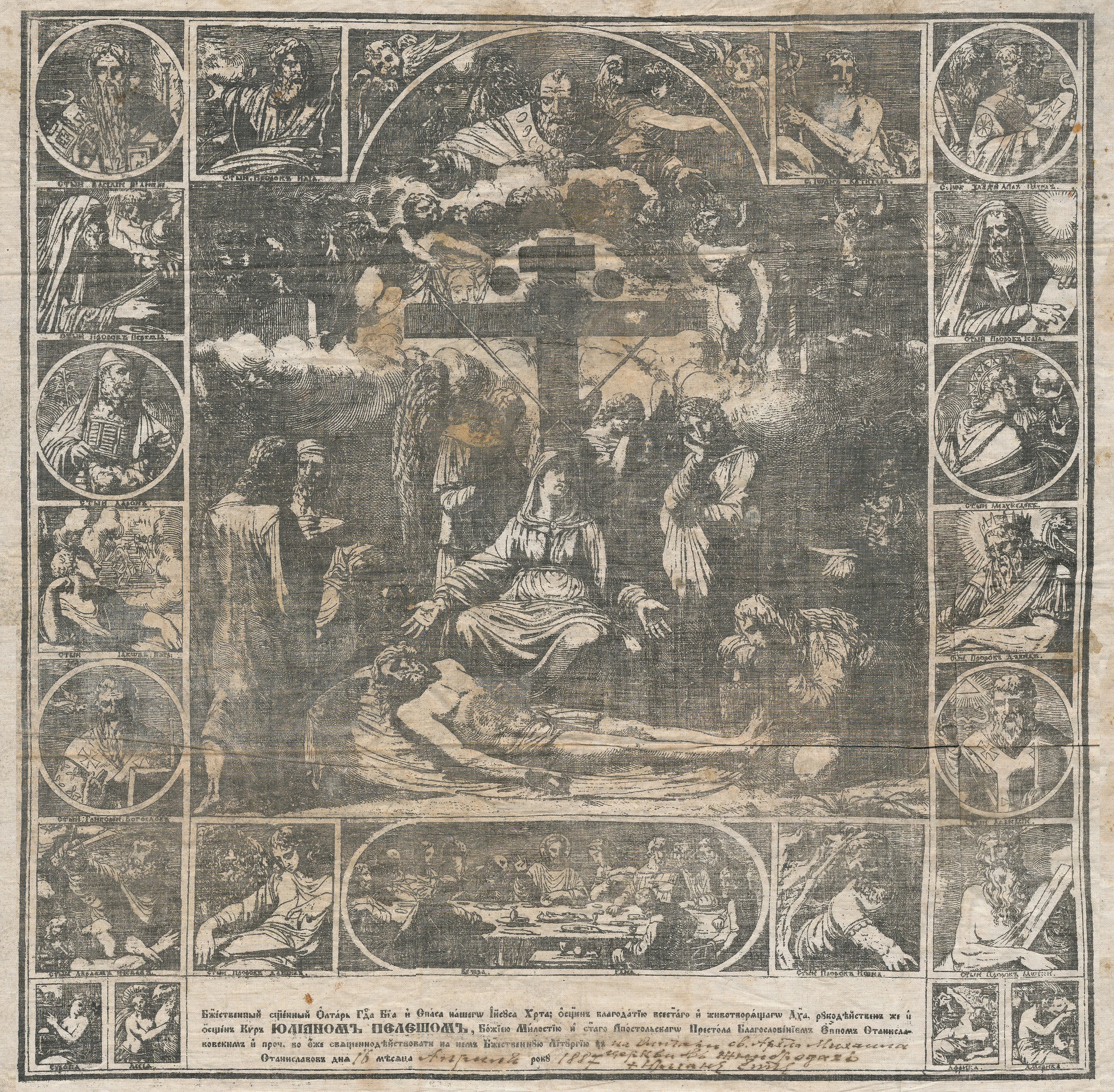
Антимінс церкви святого Михаїла с. Жнибороди, освячений Преосвященним Юліяном Пелешом 16 квітня 1887 року

- 3 лютого 1436 — Перша письмова згадка про село.
- 1467 — Підтверджуються попередні права на власність села язловецькому костелу Марії Магдалини.
- 1650 — Перша письмова згадка села як Жнибороди на мапі Боплана.
- 1672—1673, 1676—1683 — село входило до складу Язловецької нахії.[10]
- 1681 — за переписом та реєстром сплати податків турецької влади, у селі ніхто не проживав.[10]
- 8 травня 1737 — У церкві в Жнибородах з'являється «чаша з звіздою і дискосом, на котрім дискосї виразні суть слова: „Do cerkovi Znibrodzkiy 1737.8va may“ а на серединї виритий герб родини Шептицких з емблємами митрополичими».
- 1756 — Цей рік викарбувано на одному з дзвонів церкви св. Михаїла, який є ще донині.
- від 1785 — Церква вже має свої окремі метрикальні книги.
- 1787 — У Львові під назвою Йосифінський кадастр (за ім'ям тодішнього цісаря Йосифа II) зібрані матеріали опису ґрунтів на всій території Королівства Галичини та Володимирії — коронного краю Габсбурзької монархії), у якому було точно визначено і закріплено граничні знакові межі громад, у кожній громаді описано урочища, у кожному урочищі окремі ділянки, у т. ч. с. Жнибороди, зокрема згадується прізвище мешканця села Андрія Здановського.
- 1820 — Аналогічно з попереднім зібрані матеріали опису ґрунтів у т. зв. Францисканському кадастрі.
- 1832 — У селі — 132 греко-католики.
- 1841 — У селі з приблизно 475 мешканців — 155 українців.
- 1853 — Парохом сіл Берем'яни і Жнибороди стає о. Павло Новаковський.
- 1858 — У селі — 125 греко-католиків.
- 1861 — Складена кадастрова карта села з детальним описом земель.
- бл. 1873 — На цвинтарі села почали ховати і поляків, до того їх хоронили в Язловці.

- 1878 — Адам Гонорій Кіркор досліджував курганний могильник в урочищі Вірлиська.

- 16 квітня 1887 — Церква отримує новий антимінс, освячений Преосвященним Юліяном Пелешом.
- 1890 — У селі 117 будинків, 726 мешканців, 4 будинки і 31 мешканець на панському дворі; 611 римо-католиків, 121 греко-католик; 25 жидів, 625 поляків, 123 українці.
- 1910 — У Жниборідський храм куплено орган.
- 1915 — жниборідців — 936, вони мають 1200 морґів поля. Війтом села є поляк Іван Рудницький[джерело?] (з 1913), писарем — русин Теодор Андрусевич (з 1894), листоношею поляк Василь Рудяк, асесором — Адам Дарієвський.
- 1921 — 150 дворів, 177 родини, 843 мешканці, з яких 801 записаний як поляк.
- 8 жовтня 1923 — У Бучачі народився польський актор театру, кіно і телебачення, письменник, автор кількох книг-споминів, зокрема про Жнибороди, Ян Францішек Адамський.
- 1924 — Власник млина Франц Савіцький, за документами — існує ще один млин, власником якого є Міхал Лінек, вчителі — Гелена Зав'яльська і Пракседа Качинська, Елеонора Енґльова.
- 1930 — 30 вересня мала розпочатися парцеляція земельної ділянки площею 22,2 га, яка належала римо-католицькому проборству[11]
- 1930-ті — Кілька родин жниборідців виїхало в Південну Америку.
- 1931 — 932 мешканці: 895 поляків, 23 євреї, 14 українців.
- 19 вересня 1939 — Село під радянською владою.
- вересень 1939 — Утворена перша сільрада.
- 5 липня 1941 — Перший мадярський розвідний патруль.
- 7 липня 1941 — Приходять німці.
- серпень 1943 — Через село проходили партизани Сидора Ковпака.
- 25 липня 1944 — Знову під радянською владою.
- 1945 — Жниборідський костел знятий з реєстрації, пізніше використовується як складське приміщення колгоспу. Завідувачка Жниборідською школою — Людвіґа Ролля.
- 1945—1946 — Приїжджають переселенці з Посади Риботицької, Бушковичів, Радеви, Одрехови, Ганчови, П'яткови, Лимної, Янківців, Острова.
- осінь 1948 — Утворено колгосп імені Шверніка, голова колгоспу — Петро Бойчук.
- 5 березня 1950 — За одну годину 382 виборці першими в районі закінчили голосування за кандидатів сталінського блоку комуністів і безпартійних.
- 15 вересня 1953 — Народилася журналістка, педагог, господарник, редактор Лановецького районного радіомовлення Марія Романчук.
- 15 березня 1955 — Народився лікар-фармацевт, автор 80 наукових праць, завідувач кафедри токсикологічної та аналітичної хімії Львівського національного медичного університету ім. Данила Галицького Михайло Кучер.
- 21 серпня 1956 — Завідувачкою Жниборідської початкової школи стає Марія Мартинівна Василечко.
- 11 грудня 1957 — Колгосп ім. Шверніка перейменовано в ім. Кірова.
- 1959 — Сільрада і колгосп приєднані до Берем'ян.
- 1969 — Збудовано приміщення школи і клубу.
- 1975 — Ян Адамський видає книгу споминів про Жнибороди «Odwiedziny» («Відвідини»).
- 1 вересня 1981 — Завідувачкою Жниборідської початкової школи стає Олександра Любомирівна Івануць.
- червень 1990 — Жнибороди відділилися від колгоспу «Дружба» і утворили колгосп ім. Лесі Українки, головою колгоспу обрали Ігоря Василечка.
- 1992 — У церкві святого Михаїла здійснюються почергові Богослужіння греко-католицької та православної громади.
- 24 березня 1992 — Настоятелем церкви стає о. Іван Процик (УПЦ).
- 10 жовтня 1992 — Парохом сіл Берем'яни і Жнибороди стає о. Іван Іванців (УГКЦ).
- 30 грудня 1992 — Перше засідання відновленої Жниборідської сільської ради, сільський голова — Мар'ян Гіларійович Василечко.
- 1993 — Відкрито Жниборідську ЗОШ, директор — Тетяна Ярославівна Головацька.
- 1994 — На узліссі з боку Дулібів насипано символічну могилу Борцям за волю України.
- (1994?) — При в'їзді в село з боку Дулібів зведено каплицю.
- 1995 — Розпочато будівництво церкви Вознесіння Господнього, освячена в 2000.
- 2006 — Сільським головою обрано Володимира Миколайовича Василечка.
- 19 січня 2007 — В Інтернеті відкрито сайт села, нині — історико-краєзнавчий проект «Жнибороди — Бучаччина — Тернопілля» [Архівовано 24 січня 2021 у Wayback Machine.].
- 8 квітня 2007 — вийшов спецвипуск газети сільської громади «Жнибороди» (наклад 300 шт., видавець Микола Василечко)[12]
- 21 грудня 2008 — Освячено фігуру Богородиці на центральному майдані.
- 12 лютого 2011 — Ювілейні святкування 575-ї річниці першої писемної згадки про село.

## Політика

### Парламентські вибори, 2019
На позачергових парламентських виборах 2019 року у селі функціонувала окрема виборча дільниця № 610152, розташована у приміщенні клубу.
Результати
- зареєстровано 476 виборців, явка 80,04%, найбільше голосів віддано за Всеукраїнське об'єднання «Батьківщина» — 26,77%, за «Європейську Солідарність» — 18,11%, за Радикальну партію Олега Ляшка — 13,65%.[13] В одномандатному окрузі найбільше голосів отримав Микола Люшняк (самовисування) — 51,58%, за Володимира Бліхаря (Всеукраїнське об'єднання «Батьківщина») — 21,32%, за Аллу Стечишин (самовисування) — 6,84%[14].

## Населення
У селі налічується 174 двори.
| Чисельність населення, осіб | Чисельність населення, осіб | Чисельність населення, осіб | Чисельність населення, осіб | Чисельність населення, осіб | Чисельність населення, осіб | Чисельність населення, осіб | Чисельність населення, осіб | Чисельність населення, осіб | Чисельність населення, осіб | Чисельність населення, осіб | Чисельність населення, осіб | Чисельність населення, осіб | Чисельність населення, осіб | Чисельність населення, осіб | Чисельність населення, осіб |
| 1841                        | 1890                        | 1915                        | 1921                        | 1931                        | 1938                        | 1959                        | 1970                        | 1979                        | 1989                        | 2001                        | 2003                        | 2011                        | 2013                        | 2014                        | 2015                        |
| --------------------------- | --------------------------- | --------------------------- | --------------------------- | --------------------------- | --------------------------- | --------------------------- | --------------------------- | --------------------------- | --------------------------- | --------------------------- | --------------------------- | --------------------------- | --------------------------- | --------------------------- | --------------------------- |
| ~ 475                       | 796                         | 936                         | 843                         | 932                         |                             |                             |                             |                             |                             |                             | 734                         |                             |                             | 682                         | 678                         |

## Соціальна сфера
Діють Жниборідська загальноосвітня школа I—II ступенів, клуб, бібліотека, фельдшерсько-акушерський пункт, дошкільний заклад, пилорама, 4 торгових заклади.

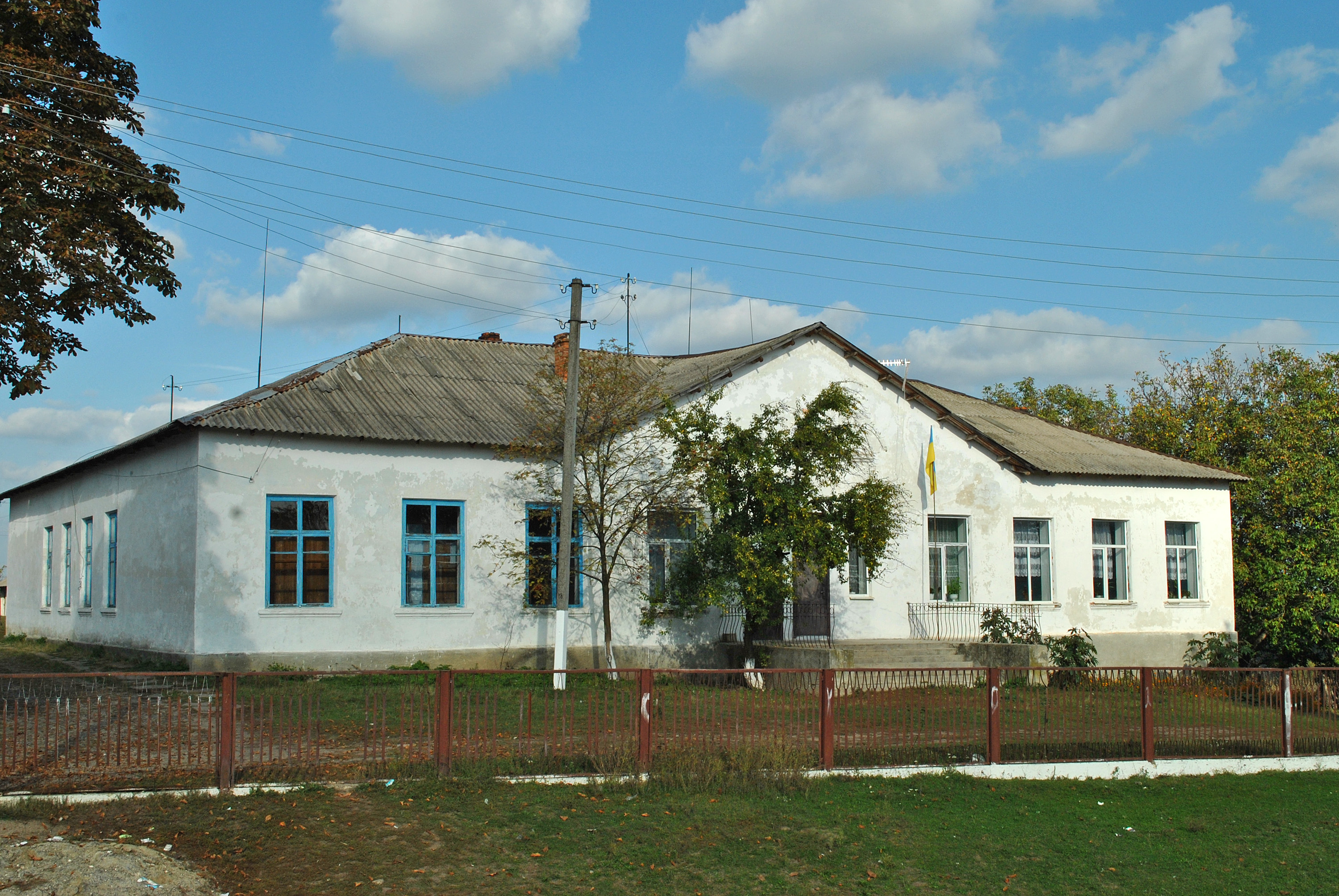
Загальноосвітня школа І-ІІ ступенів і клуб
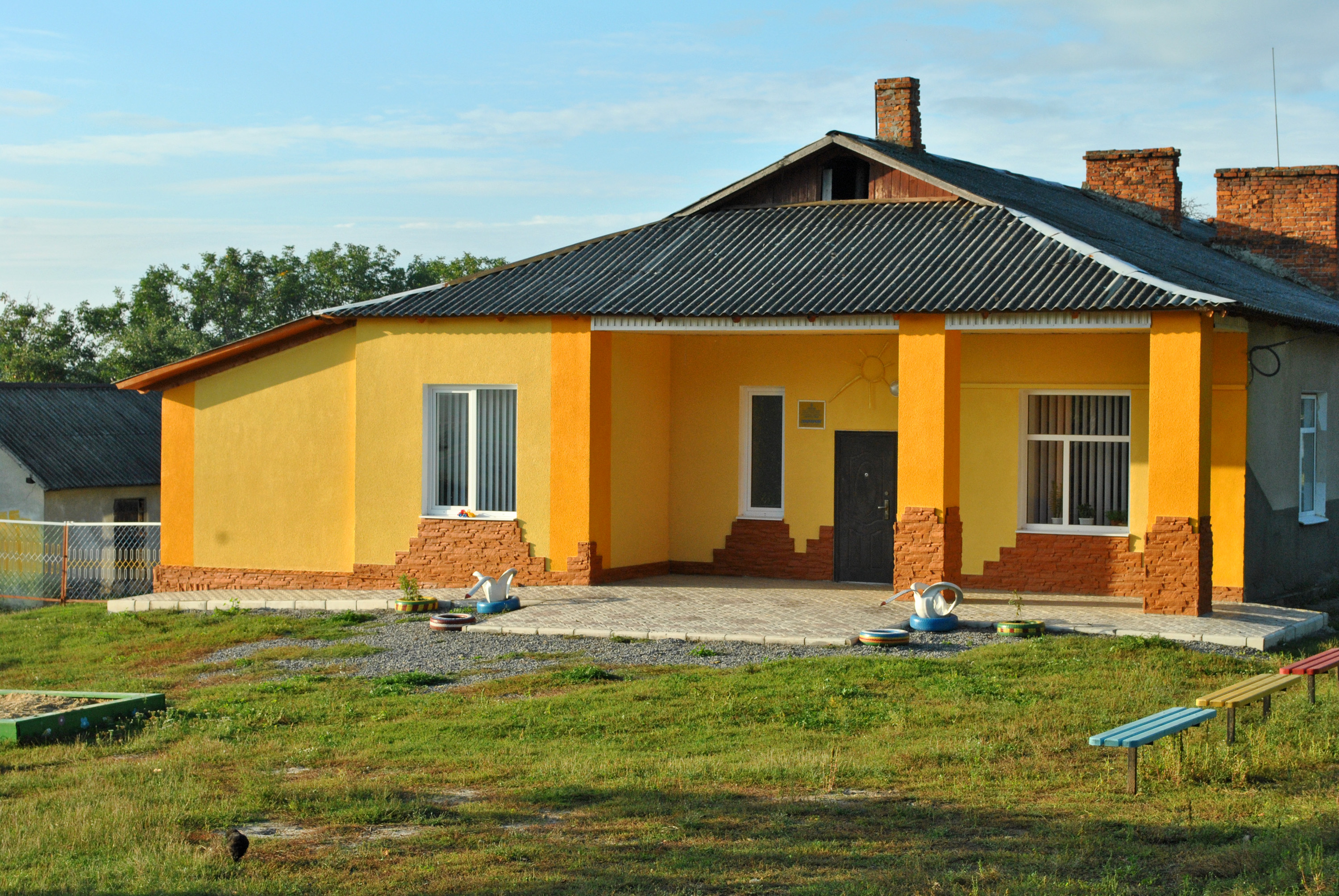
Дошкільний навчальний заклад «Промінчик»
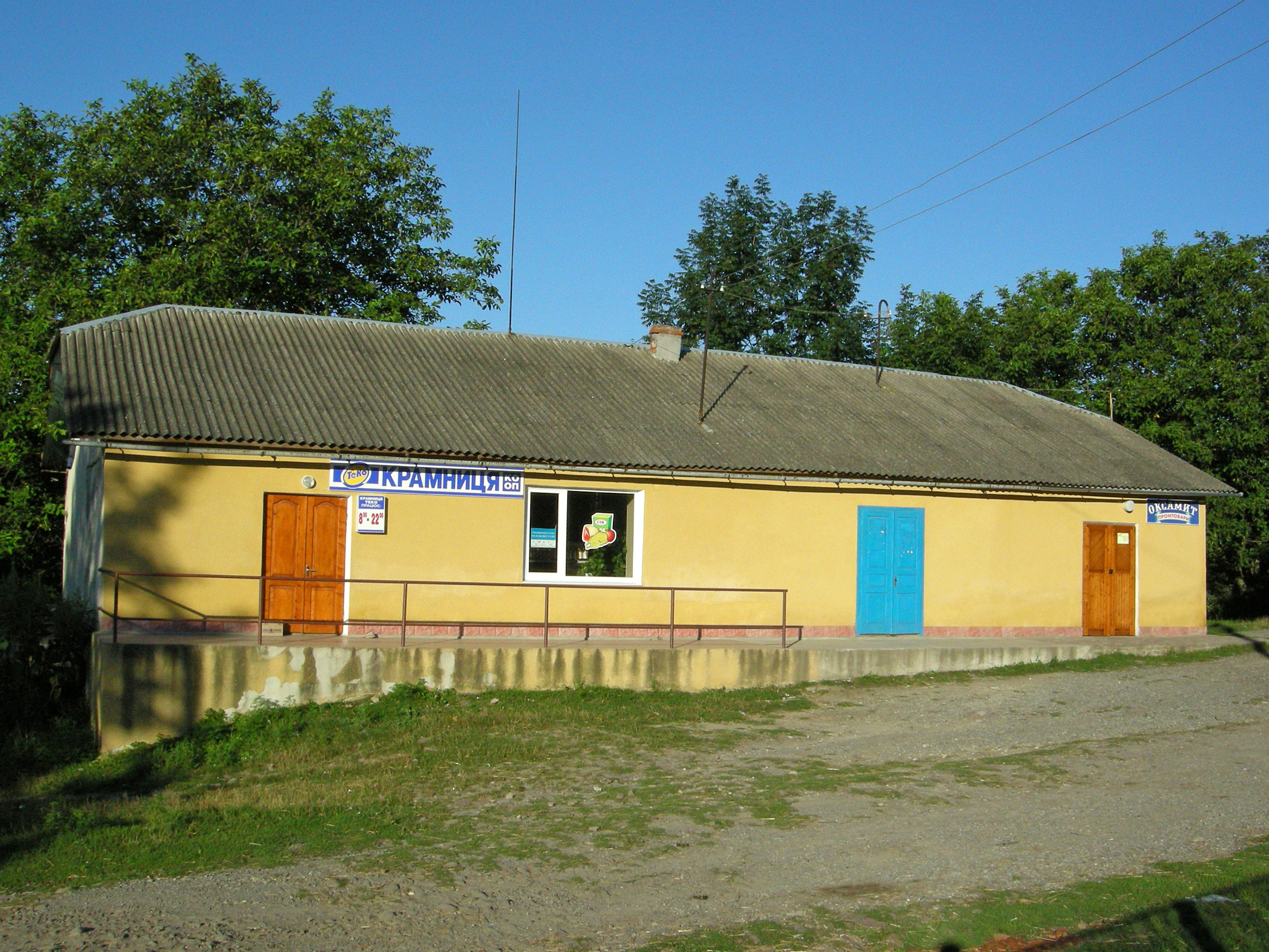
Крамниця

## Релігія
Є муровані церкви св. Михаїла УГКЦ (середина XIX століття; реставрована 1989 р.; перебудований дах з банями 2010; УГКЦ) і Вознесіння Господнього ПЦУ (1999 р.), капличка (1994), кілька придорожніх хрестів.

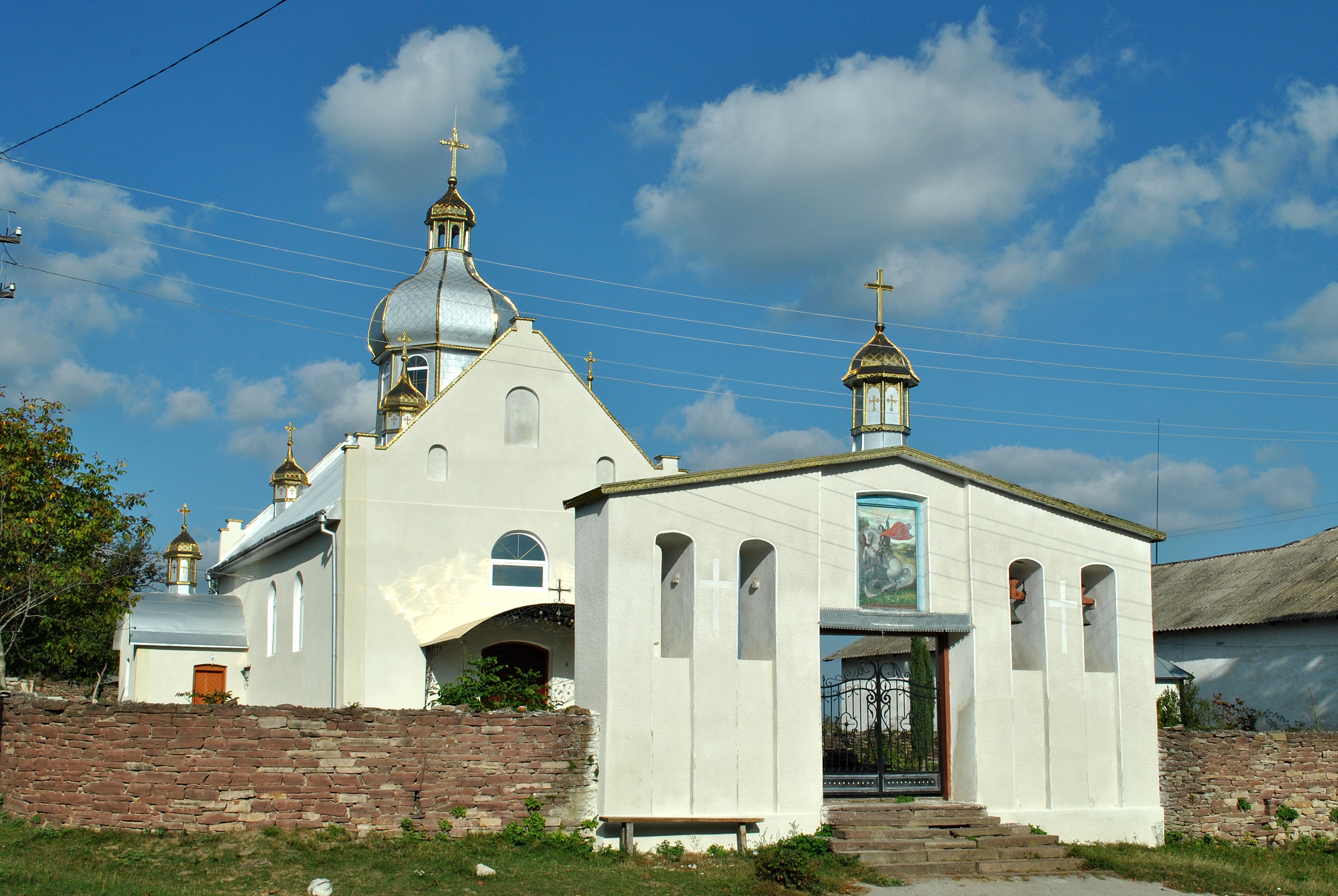
Церква святого архістратига Михаїла УГКЦ
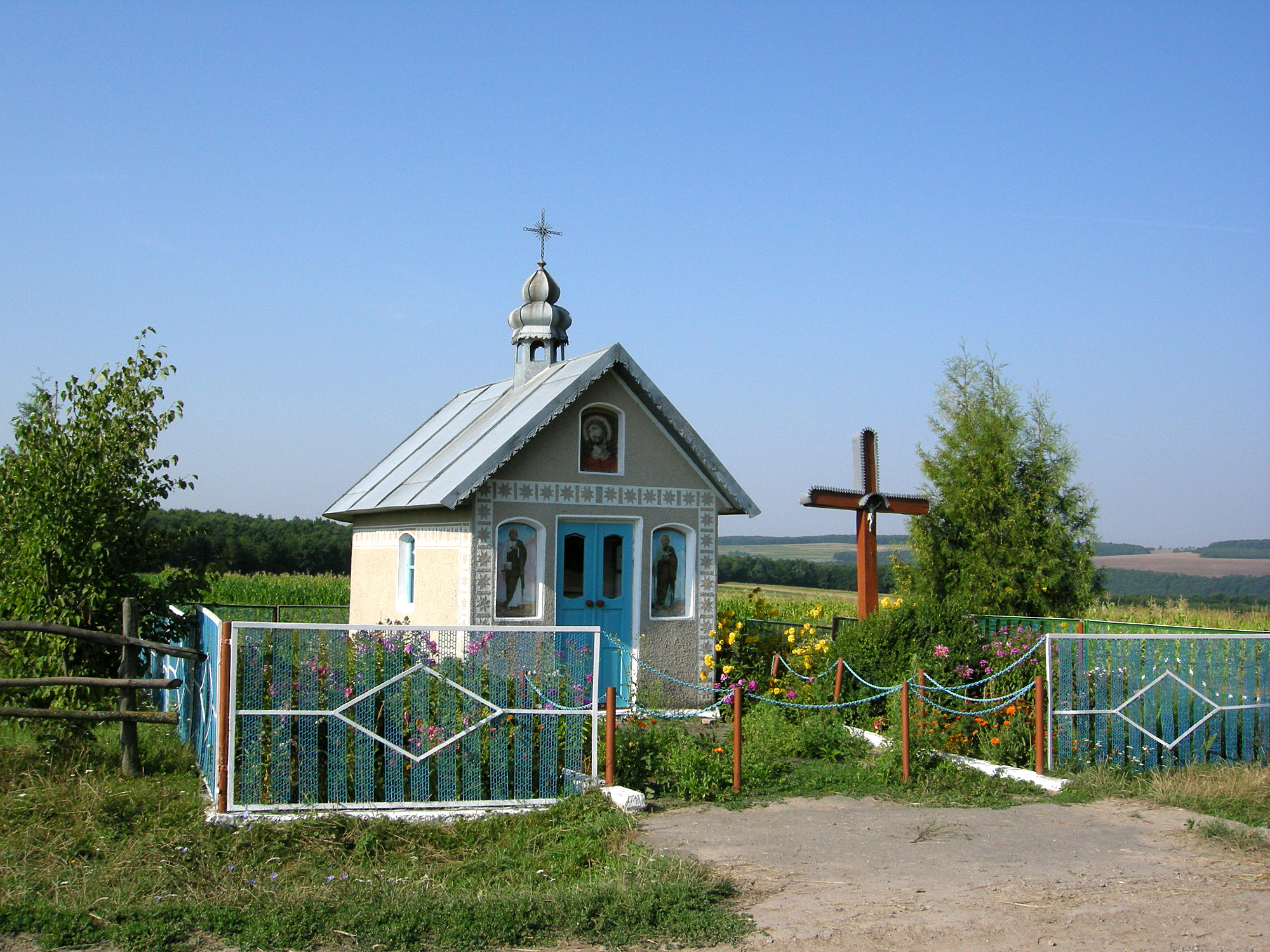
Капличка при в'їзді в Жнибороди з боку с. Дуліби

## Пам'ятки
В урочищі «Вірлиська» («Могилки») на західній околиці села є пам'ятка археології місцевого значення «Могильник курганний Жнибороди I».
Насипано символічну могилу Борцям за волю України (1993).

## Відомі люди

### Народилися
- Микола Василечко (нар. 1974) — український краєзнавець, журналіст, фотограф, кросвордист, вікіпедист, творець інтернет-сайтів;
- Михайло Кучер (нар. 1955) — український лікар, фармацевт, кандидат фармацевтичних наук;
- Марія Романчук (нар. 1953) — українська журналістка, педагог, господарник.

### Перебували
- у 1930-х роках часто гостював у родичів польський актор театру й кіно Ян Адамський.

## Книги про село
Про населений пункт колишніми мешканцями села — поляками — видано кілька книг-спогадів, зокрема «Odwiedziny» (1975) Яна Адамського. В інтернеті діє сайт історико-краєзнавчого проекту «Жнибороди — Бучаччина — Тернопілля» [Архівовано 24 січня 2021 у Wayback Machine.], де розміщено публіцистичні і документальні матеріали з історії села, фотоальбоми, відеосюжети, зібрано публікації про село від 1945 р. Готується до видання книга про село.